# سوزان کنستان
سوزان کنستان (به انگلیسی: Susan Constant) یک کشتی است که طول آن ۱۱۶ فوت (۳۵ متر) می‌باشد.